# Hermeskeil
Hermeskeil település Németországban, Rajna-vidék-Pfalz tartományban. Lakosainak száma 7511 fő (2023. december 31.). Hermeskeil Geisfeld, Malborn, Damflos, Züsch, Nonnweiler, Gusenburg, Reinsfeld és Rascheid községekkel határos.

## Népesség
A település népességének változása:
| Lakosok száma | 5610 | 7122 | 6509 | 6492 | 6820 | 8013 | 7511 |
|               | 1975 | 2015 | 2017 | 2019 | 2021 | 2022 | 2023 |